# طواف فلاندرز 2011
طواف فلاندرز 2011 (بالإنجليزية: 2011 Tour of Flanders)‏ هو سباق دراجات هوائية أقيم بتاريخ 3 أبريل 2011، تكون السباق من مرحلة واحدة وامتدّ لمسافة 256.3 كم بسرعة 42.63 كم/س، استغرق السباق 6 ساعة 00 دقيقة 42 ثانية. فاز به البلجيكي نيك نوينس وحلّ ثانيا الفرنسي سيلفان تشافانيل بينما حصل على المركز الثالث السويسري فابيان كانسيليرا.

## الترتيب
| م                     | الدرّاج           | البلد  | الزمن                    |
| --------------------- | ---------------- | ------ | ------------------------ |
| الفائز بالترتيب العام | نيك نوينس        | بلجيكا | 6 ساعة 00 دقيقة 42 ثانية |
| الثاني                | سيلفان تشافانيل  | فرنسا  |                          |
| الثالث                | فابيان كانسيليرا | سويسرا |                          |